# 长果砂仁
长果砂仁（学名：Amomum dealbatum）为姜科豆蔻属下的一个种。該物種主要分佈於产云南南部、锡金、孟加拉海拔600-830米的林下荫湿处。